# あなたと広テレ
あなたと広テレ（あなたとひろテレ）は、広島テレビ放送で放送されている自己批評・検証番組である。広島テレビ放送番組審議会の様子を放送している。
ステレオ放送、ハイビジョン番組（アナログ放送では16：9レターボックスで放送）を実施している。

## 司会
- 2006.03
- 渡辺由恵
2005年4月以降は記者として、現在は[いつ?]ディレクターとして在職。所属柄番組に登場することもある。

2006.04 -
- 井ノ口あさ子
- 西名みずほ
- 馬場のぶえ

| スタブアイコン | サブスタブ | この項目は、まだ閲覧者の調べものの参照としては役立たない、テレビ番組に関連した書きかけの項目です。この項目を加筆・訂正などしてくださる協力者を求めています（P:テレビ/PJ:放送または配信の番組）。 |